# Пантелеймоновская церковь (Симбирск)
Церковь Пантелеймона Целителя — утраченная православная церковь Симбирской епархии в слободе Туть города Ульяновска. Построена в 1914 году. Закрыта в 1929 году. Разрушена в 1962 году.

## История
До открытия в слободе своей церкви прихожане ходили в приход Богоявленской церкви.
Закладка одноэтажного, деревянного, на каменном фундаменте Пантелеймоновского храма состоялась 6 августа 1913 г. Церковь закончена строительством 14 августа 1914 г. Самостоятельный приход при Пантелеймоновской церкви был открыт 19 сентября 1914 г.
Двухпрестольная церковь построена на средства благотворителей и жителей слободы Туть в память 300-летия дома Романовых. Главный престол — во имя св. великомученика и целителя Пантелеимона, второй придел — во имя Иверской иконы Божией Матери. Причт состоял из священника, дьякона и псаломщика. С 1926 года причт храма переходит в григорианский раскол (ВВЦС).

## Духовенство
- Рождественский Константин Александрович — священнослужитель Русской православной церкви, протоиерей. С 12 марта 1915 по 18 июля 1918 года был псаломщиком в Пантелеймоновской церкви;
- протодиакон Виктор Иванович Иванов (с 21.07.1916 до 1929, затем перешёл в Неопалимовскую церковь г. Ульяновска)[4];

- протоиерей Василий Дмитриевич Вознесенский (с 1926 до 1929), назначен епископом Виссарионом (Зорнин) на священническую должность[5][6];

## Советское время
Пантелеймоновскую церковь закрыли 22 ноября 1929 г. и использовали под детский сад, который открыли 1.03.1930 г. В июне 1930 г. с уже закрытой церкви были сняты и изъяты колокола общим весом 26 пудов 37 фунтов.
В годы Великой Отечественной войны в здании бывшей церкви находился мобилизационный пункт, в котором формировались красноармейские части для отправки на фронт. В 1950-х гг. оно использовалось как призывной пункт. Впоследствии в этом здании был устроен тренировочный зал спортшколы общества «Локомотив», стадион которого находился рядом с бывшей церковью. В 1962 году горсовет принял решение о сносе бывшей церкви и строительстве здания школы. Школа № 11 была открыта в 1963 году.